# Groupe Lesaffre
Pour les articles homonymes, voir Lesaffre.
Le Groupe Lesaffre est une entreprise française, spécialisée dans le domaine des levures, l’alimentation animale et de la fermentation, dont le siège social est à Marcq-en-Barœul (Nord).
Fondée en 1853, elle est leader mondial de la levure (levure de panification et des extraits de levure).

## Historique
Louis Antoine Bonduelle-Dalle (23 octobre 1802 - 13 novembre 1880), cultivateur et fabricant d’huile, et Louis Lesaffre-Roussel (1802-1869), distillateur, créent en 1853 la société « Lesaffre et Bonduelle, Alcools de l'Abbaye », une distillerie de grains et de genièvre située à Marquette-lez-Lille près de la Deûle. En 1868 Louis Lesaffre fils transforme la ferme de l'abbaye cistercienne de Woëstyne à Renescure, rachetée le 17 juin 1862, en distillerie d'alcool de grain et en malterie,.
En 1873, l'entreprise lance un nouveau produit, la levure, extraite des moûts de fermentation des grains, et le commercialise à partir de 1893 sous la marque Hirondelle.
En 1901, les héritiers des fondateurs se divisent et le groupe est séparé en trois entités : Bonduelle, Lemaître et Lesaffre et Cie, laquelle regroupe la distillerie-levurerie de Marcq-en-Barœul et de Marquette-Lez-Lille et qui conserve l'hirondelle comme logo.
En 1923, la crise de l'alcool de grains pousse l'entreprise à fabriquer alcool et levure à partir de mélasse et de betterave, puis de la bière à partir du malt d'orge.
Après une série d'incendies et la Première Guerre mondiale, la troisième génération fait entrer dans le capital des banquiers boulonnais à hauteurs de 25 à 30 %. Puis la quatrième génération se partage les rênes : Marcel dirige la malterie et Léon la levurerie. Le groupe se développe en France, avec l'acquisition en 1971 de l'usine Springer basée à Maisons-Alfort crée par le Baron Max Springer en 1872, spécialiste de la production d'extraits de levure, et à l'international en exportant vers l'Afrique, l'Asie et le Moyen-Orient à partir des années 1950 et en implantant des nouvelles unités de production à partir de 1985. Le groupe élargit également sa gamme de produits avec la levure sèche instantanée (1973), la nutrition-santé pour les animaux (Procréatine, 1985), la levure liquide et réfrigérée (Kastalia, 2005), puis vers la bio-conversion, à base des micro-organismes donnant enzymes, colorants ou encore arômes.
En 2000, le groupe se transforme en société avec directoire et conseil de surveillance.
Il est en 2002, leader mondial dans la production de levure et d'extraits de levure, cinquième fabricant mondial de malt. Il possède 48 sites industriels sur les cinq continents, emploie 6200 collaborateurs et génère près de 1,2 milliard d'euros de chiffre d'affaires, grâce à une présence dans 180 pays. Le développement international s'appuie sur des alliances capitalistiques locales et sur un réseau de 30 « baking centers », centres permettant aux clients de tester les produits de l'entreprise et de les adapter aux méthodes de panification locales.
En 2006, la fin de l'activité liée au malt, via sa filiale International Malting Company (IMC) alors cinquième malteur mondial, crée des tensions parmi l'actionnariat familial. IMC est acquis à 100% par ADM.
Le groupe tente de rebondir en renforçant sa présence dans le secteur de la nutrition et de la santé : lancement en 2011 d'une levure pro-biotique pour les personnes souffrant de pathologies intestinales, rachat en décembre 2013 de l'italien Omniabios, producteur de la S-Adénosylméthionine, molécule utilisée comme complément alimentaire contre arthrose et la dépression, prise de contrôle en janvier 2014 du français Agrauxine, spécialisé dans le biocontrôle et la bionutrition des plantes, prise de participation en 2017 dans Intralytix, une société de biotechnologies américaine travaillant sur des produits bactériophages pour la santé humaine.
Le capital n'est pas coté en bourse, mais partagé entre 400 actionnaires issus de la famille des fondateurs dont la fortune professionnelle est estimée à 3 milliards d'euros.
En 2018, le groupe prend le contrôle du tunisien Rayen Food Industries, spécialisée dans la production de levure de boulangerie, et d'une usine serbe d’Alltech spécialisée dans les extraits de levure.
Début février 2021, Lesaffre lance une OPA de 62 millions d'euros sur le groupe norvégien NattoPharma, spécialiste des compléments alimentaires et notamment producteur de vitamine K2.

## Activité
Lesaffre est un acteur mondial dans le domaine des levures et de la fermentation.
Lesaffre réalise en 2024 un chiffre d’affaires de 3 milliards d’euros et en 2025 compte 11 000 salariés (dont 2600 en France) répartis dans 95 filiales implantées dans 55 pays. Un pain sur trois fabriqué dans le monde utilise les levures de Lesaffre, propriétaire de 80 sites de production dans le monde, 10 centres de recherches et développement.
Ses concurrents sont le britannique Associated British Foods (ABF), le chinois Angel Yeast et le néerlandais DSM.

## Dirigeants
En 2019, le groupe Lesaffre demeure une entreprise à direction familiale.
Jusqu'en 2008, et la transformation en Société anonyme à conseil d'administrateur, Lucien Lesaffre était président du directoire. Denis Lesaffre lui succède comme président du groupe, tandis que Maurice Lesaffre (1937-2020), auparavant président du conseil de surveillance devient vice-président. Lucien Lesaffre est nommé en 2011 président du conseil d’administration du groupe familial et est remplacé en 2020 par Thibaut de Ladoucette, membre de la famille Lesaffre par alliance.
Patrick Lesaffre (1939-2019), frère de Maurice Lesaffre , longtemps administrateur du groupe, a dirigé l'activité malt de la société puis la filiale spécialisée dans les levures spécifiques Fermentis. Amené à faire plusieurs séjours au Japon, et appréciant ce pays, il en est fait consul honoraire en 2003 à Lille. Ses liens avec le Japon lui ont valu en 2013 d'être décoré dans l'ordre du Soleil Levant, Rayons d'or en sautoir, une des plus hautes distinctions nippones. Il meurt le 18 juillet 2019 à l'âge de 79 ans.
En 2020, la fortune des membres de Lucien Lesaffre est estimée à 1,45 milliard d'euros.